# ان‌جی‌سی ۵۵۸۵
ان‌جی‌سی ۵۵۸۵ (انگلیسی: NGC 5585) نام یک کهکشان مارپیچی در صورت فلکی خرس بزرگ است.